# Chiesa di Santa Maria della Pietà (Messina)
La chiesa di Santa Maria della Pietà, ex chiesa di San Basilio, era un edificio di culto ubicato sulle pendici di Rocca Guelfonia adiacente al Monte di Pietà di via XXIV Maggio.

## Storia

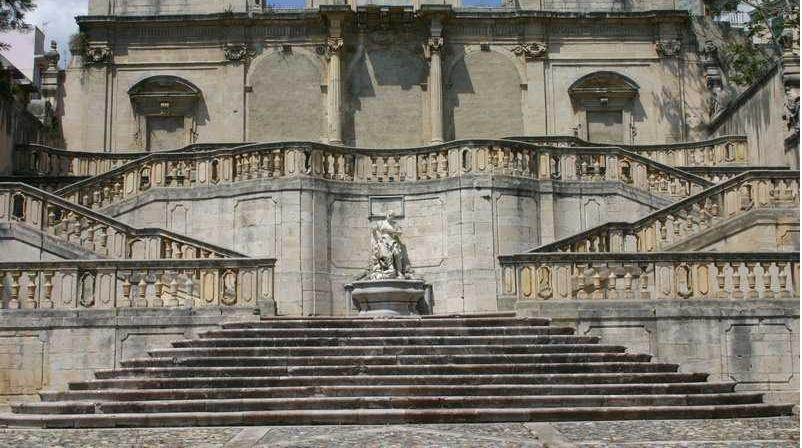
La scalinata della chiesa con la fontana sullo sfondo

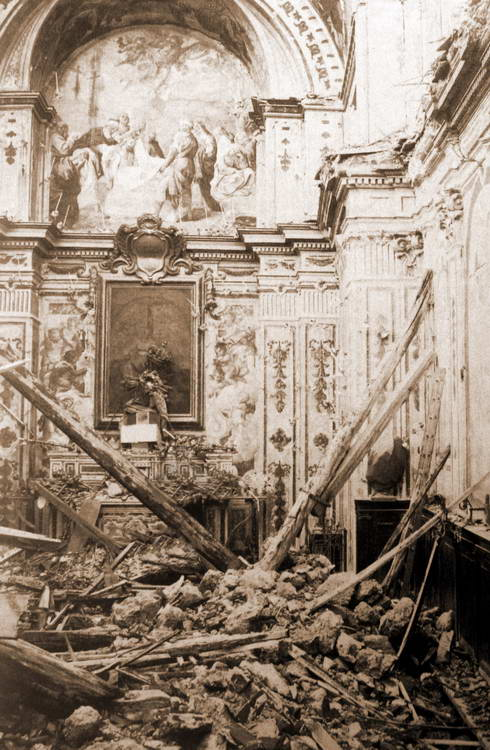

Sorta sulle rovine della preesistente chiesa di San Basilio, ove era attestata la Confraternita dei Disciplinanti.
Nell'anno 1541 in occasione della quaresima, frate Egidio Romano, religioso dell'Ordine degli Eremitani di Sant'Agostino, tenne in Duomo l'annuale predicazione sulla solidarietà sociale. Il fervore, il calore, il trasporto, i contenuti, la persuasione indussero alla costituzione della nuova Compagnia degli Azzurri, sodalizio che promosse l'edificazione della nuova chiesa di Santa Maria della Pietà.
Nel 1616 fu affidata la costruzione all'architetto gesuita Natale Masuccio su un'area antistante la primitiva chiesa. Dopo la morte del Masuccio nel 1619, un anonimo architetto ne continuò i lavori rispettando i bozzetti del predecessore.
Nel 1741 in occasione del bicentenario della fondazione della Compagnia degli Azzurri, fu realizzata la scenografica scalinata, su progetti e disegni dell'architetto Antonio Basile e del pittore Placido Campolo, manufatti realizzati in marmo rosso venato di Taormina.
Al centro, tra rampe simmetriche, fu collocata la fontana dell'Abbondanza, opera del messinese Ignazio Buceti su disegno di Placido Campolo sotto il motto "MDCCCXLI FESTO SECULARI SECUNDO".
Il terremoto della Calabria meridionale del 1783 danneggia gravemente il grandioso apparato decorativo.

### Epoca contemporanea
Il terremoto di Messina del 1908 distrusse il luogo di culto. Ruderi delle mura perimetrali, il primo ordine della facciata e la scenografica scalinata sono quanto è scampato alle rovinose scosse sismiche.
I bombardamenti della seconda guerra mondiale provocano altri danni alle strutture già compromesse, solo nel 1979 si comincia il restauro dell'intero complesso. Oggi gli edifici e gli spazi di proprietà degli "Azzurri", sono spesso usati come sede per manifestazioni culturali, rappresentazioni teatrali, concerti e mostre.

## Opere
- XVI secolo, Vergine Santissima della Pietà, dipinto, opera di Deodato Guinaccia.[2][3]
- 1707, Ciclo, affreschi, opere realizzate da Filippo Tancredi[2][3][4] e Placido Campolo nelle gallerie.[3] Già danneggiate dal terremoto del 1783, andarono perdute col sisma del 1908.
- ?, San Basilio, dipinto alla maniera greca, proveniente dal preesistente luogo di culto.[3]
- XVI secolo, Cristo con la croce, dipinto documentato nella Cappella del Santissimo Crocifisso a mano sinistra, oggi custodito nella cappella del Monte di Pietà, opera di Jacopo Vignerio.[2][3][5]
- ?, dipinto di Girolamo Belluso documentato nella Cappella degli Afflitti.[3]

Molti quadri si trovano presso il Museo regionale e i ritratti dei governatori dell'arciconfraternita si trovano presso l'attale sede degli Azzurri.

## Chiesa di San Basilio
Sede della Compagnia dei Disciplinanti, dal 1406 in aperto contrasto con la Sacra Milizia dei Verdi per questioni d'anzianità e precedenze.  Sodalizio mutato nel 1541 in Compagnia degli Azzurri sotto il titolo di «Nostra Signora della Pietà»

## Compagnia degli Azzurri
Compagnia degli Azzurri sotto il titolo di «Nostra Signora della Pietà» sodalizio di Nobili che si prefissava il supporto, conforto morale e spirituale nei confronti dei carcerati e dei condannati a morte. I requisiti essenziali per accedere: essere nobili, buoni cristiani e avere compiuto 25 anni. Fra i confrati si annoverano il principe Ferrante I Gonzaga, Viceré di Sicilia, e Ettore Pignatelli, conte e duca di Monteleone, già governatore del Regno. Associata alla Compagnia dei Bianchi o Nobile e Primaria Real Compagnia del Santissimo Crocifisso sotto il titolo «dei Bianchi» di Palermo e all'Arciconfraternita dei Bianchi di Catania.
Il sodalizio, nella persona di Marcantonio Colonna, promosse la costituzione del Monte di Pietà nel 1581 affinché concedesse prestiti ai meno abbienti, e un monastero per le povere figliole nobili. Quest'ultima istituzione fu realizzata nei fabbricati del Collegio Gesuitico dirimpetto alla chiesa di San Biagio grazie al patrocinio e le rendite concesse da Giovanna Cybo La Rocca, contessa di Naso nel 1638. Il monastero delle Stimmate di San Francesco fu ben presto assorbito dal monastero di Santa Maria degli Angeli.
Nel 1969 l'Arciconfraternita si è fusa con quella dei Bianchi, dando origine alle Nobili Arciconfraternite Riunite sotto il titolo di San Basilio
degli Azzurri e della Pace dei Bianchi.

## Galleria d'immagini

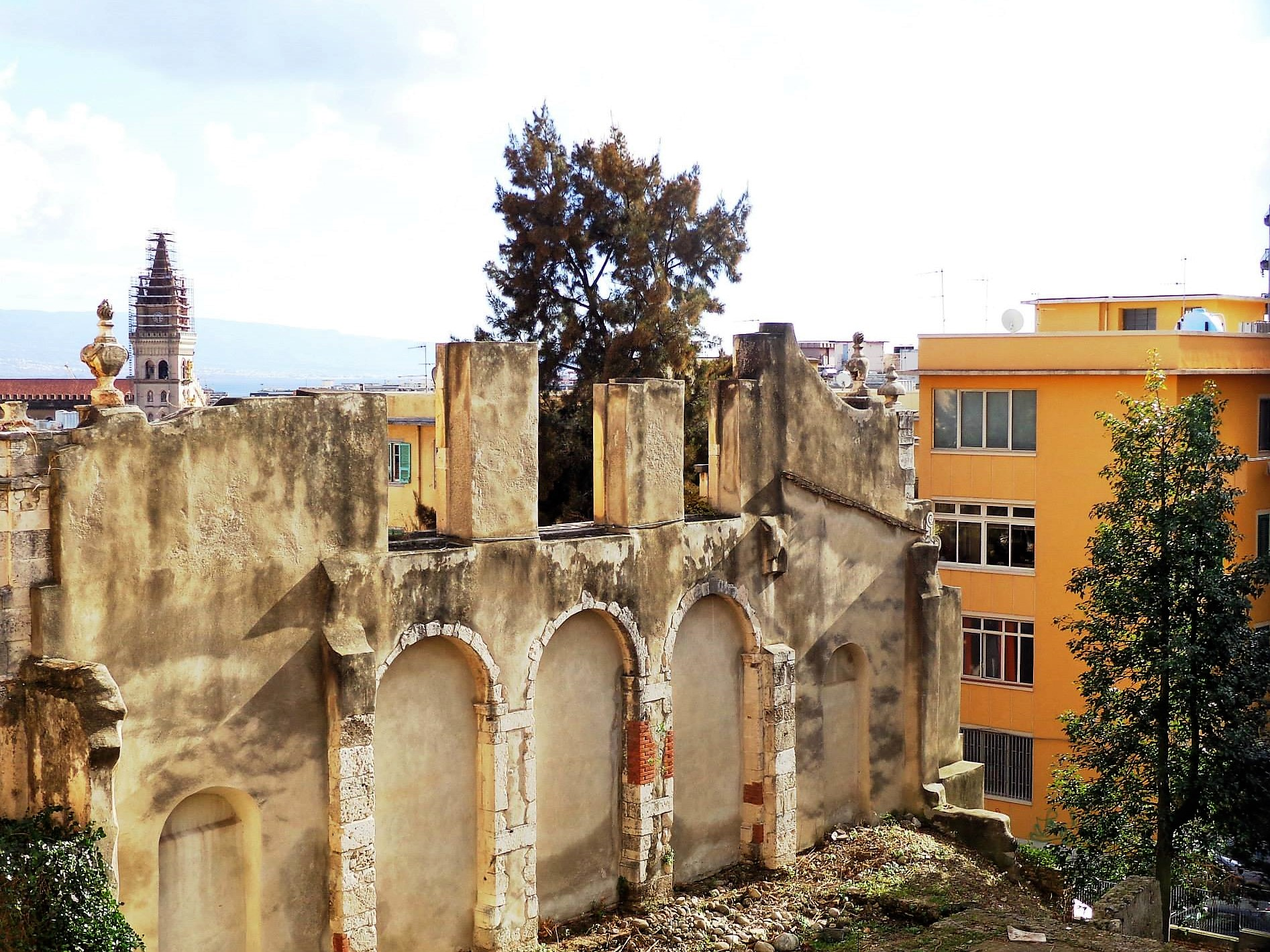
Ruderi
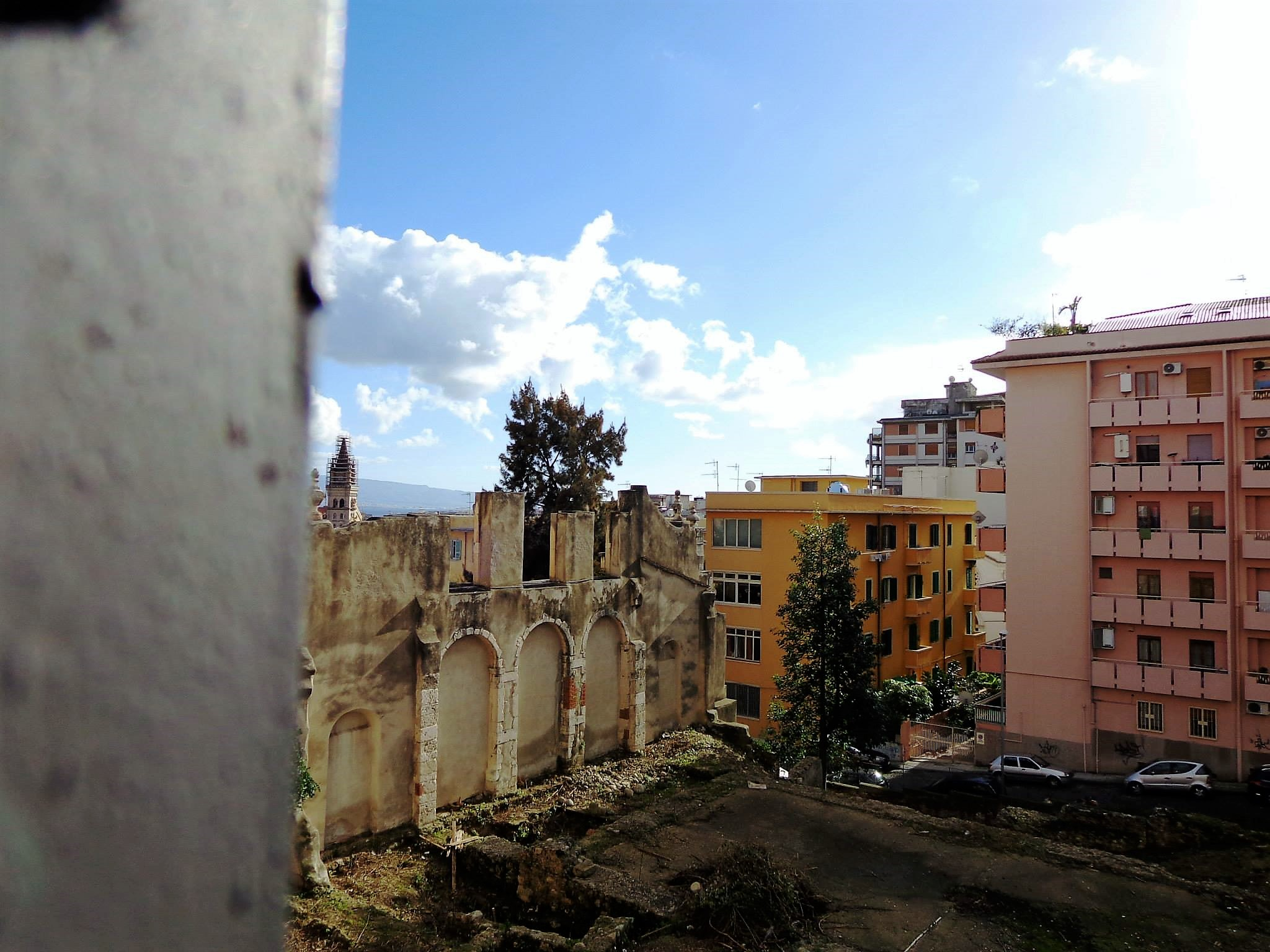
Ruderi
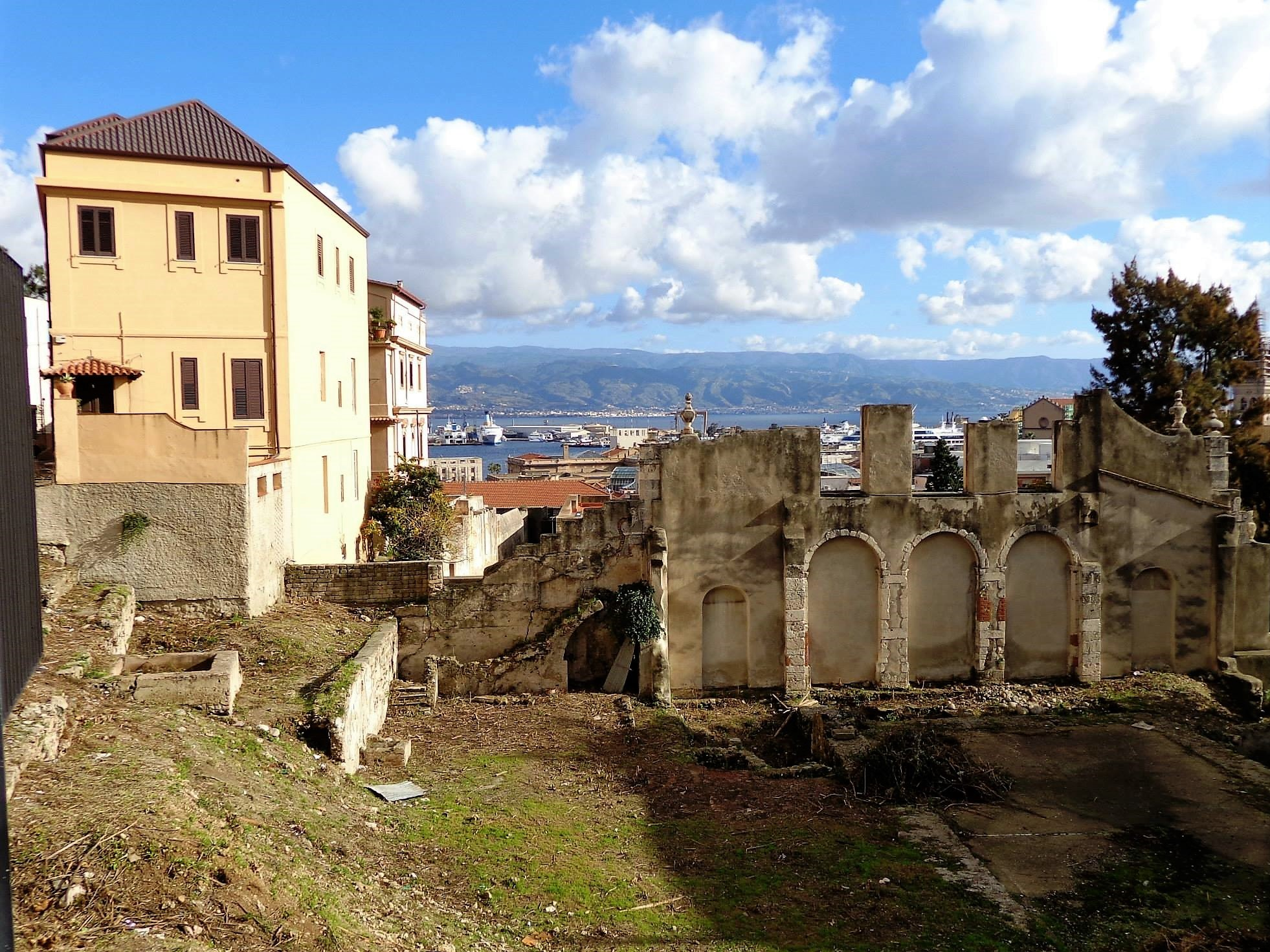
Ruderi